# Usina Hidrelétrica Edgard de Sousa
A Usina Hidrelétrica Edgard de Sousa está localizada no Brasil, no município de Santana de Parnaíba, no estado de São Paulo e represa as águas do rio Tietê. Foi a primeira usina hidrelétrica a abastecer a cidade de São Paulo.

## História
Construída no rio Tietê, a Usina de Parnahyba (grafia da época) foi inaugurada em 23 de setembro de 1901, sendo a primeira hidrelétrica da Light instalada no Brasil e a primeira do país a contar com barragem com mais de 15 metros de altura. Localizada no município de Santana do Parnaíba, a capacidade inicial de geração era de 2 megawatts (MW), porém para manter o suprimento de energia, em 1912 foi ampliada para 12.8MW.
O maquinário para sua construção da Usina foi fabricado nos Estados Unidos e transportado do porto de Nova Iorque para o Porto de Santos. O transporte entre Santos e Barueri foi feito pela Estrada de Ferro Sorocabana e o último trecho até Santana de Parnaíba foi feito por carros de boi. Na obra que durou 20 meses foram empregados 1000 trabalhadores.
A Vila de Parnaíba inaugurou a iluminação pública em 10 de abril de 1904.
Em razão do grande consumo de água exigido pelas turbinas da Usina de Parnaíba, a Light precisava regularizar a vazão do rio Tietê. A solução encontrada foi a implantação de uma represa em um dos afluentes do rio Pinheiros, o rio Guarapiranga, que se formava a partir do encontro das águas do rio Embu-Guaçu e do rio Embu-mirim. Assim, foi construído o reservatório Guarapiranga, entrando em operação em 1908, garantindo os recursos hídricos necessários para abastecer Parnaíba.
Em 1949 a Usina de Parnaíba passou a ser denominada Usina Edgard de Souza, em homenagem a um diretor da Empresa na época. Em 1952, deixou de gerar energia e foi transformada em usina elevatória. A partir de então, a função era bombear as águas da parte inferior (jusante) para a superior (montante) do rio Tietê para a geração de eletricidade na Usina de Henry Borden, em Cubatão.
A usina elevatória foi desativada em 1982 para dar lugar a atual Barragem Edgard de Souza. No local foram construídas três comportas de fundo e uma testada de eclusa, com a finalidade de aumentar a capacidade de escoamento do rio Tietê, e assim ajudar a evitar enchentes na cidade de São Paulo. E é esta a função que exerce hoje no complexo hidroenergético da EMAE.
A barragem faz parte do sistema operado pela Empresa Metropolitana de Águas e Energia (EMAE).

## Coordenadas geográficas da barragem
- Latitude – 23°27'14.61"S
- Longitude – 46°54'37.06"W